# Палугето (Белуно)
Палугето (итал. Palughetto) је насеље у Италији у округу Белуно, региону Венето.
Према процени из 2011. у насељу је живело 77 становника. Насеље се налази на надморској висини од 545 м.